# Eurovision Song Contest 1970
Il quindicesimo Gran Premio Eurovisione della Canzone si tenne a Amsterdam (Paesi Bassi) il 21 marzo 1970.

## Storia
A partire da questa edizione, per evitare il ripetersi della situazione verificatisi l’anno precedente, venne introdotta una nuova regola nel sistema di voto per evitare possibili spareggi. Se due o più canzoni avessero ricevuto lo stesso numero di voti, esse sarebbero state immediatamente eseguite ancora una volta. Tutte le giurie, tranne quelle dei paesi in questione, avrebbero quindi votato per alzata di mano quella che preferivano. Nell'evento improbabile di un ulteriore pari merito, in cui il voto non avrebbe potuto scegliere fra due canzoni, il concorso sarebbe stato vinto dai due paesi.
Data la vittoria a quattro dell’anno precedente, per questa edizione si decise di estrarre a sorte, fra i quattro vincitori – Francia, Spagna, Paesi Bassi e Regno Unito – il paese che avrebbe organizzato il concorso di quell’anno. A seguito del sorteggio, furono i Paesi Bassi a ospitare: la sede prescelta fu l’Amsterdam RAI della capitale olandese.
In disaccordo con il risultato e con il sistema di voto usato l'anno prima, Finlandia, Norvegia, Portogallo e Svezia decisero di non prendere parte al “Gran Premio” del 1970, riducendo il numero di partecipanti a dodici. 
Durante le prove generali la scenografia crollò, ma durante la diretta tutto si svolse nel migliore dei modi.
In questa edizione venne introdotta la cartolina eurovisiva, un breve filmato girato nei paesi d'origine dei cantanti in gara mandato in onda subito prima dell’esibizione degli stessi. Fu l'Irlanda ad aggiudicarsi la manifestazione (la prima di sette vittorie, primato condiviso con la Svezia) grazie alla cantante Dana con All kinds of everything. Alle sue spalle si classificarono, rispettivamente al secondo e terzo posto, Mary Hopkin (Regno Unito) con Knock, knock (Who's there?) e Katja Ebstein, con Wunder gibt es immer wieder, per la Germania.
Altre stelle di quell'edizione furono David Alexandre Winter, in rappresentanza del Lussemburgo, all'ultimo posto con Je suis tombé du ciel; Julio Iglesias, rappresentante della Spagna, al quarto posto con Gwendolyn; a pari merito con quest’ultimo Henri Dès (Svizzera) con Retour.
Per l’Italia partecipò Gianni Morandi con Occhi di ragazza, brano che si piazzò all'ottavo posto.

## Stati partecipanti

Stati partecipanti
Paesi che hanno partecipato in passato ma non nel 1970

Stati partecipanti
     Paesi che hanno partecipato in passato ma non nel 1970
| Stato                       | Artista                | Brano                       | Lingua                     | Processo di selezione                                                              |
| --------------------------- | ---------------------- | --------------------------- | -------------------------- | ---------------------------------------------------------------------------------- |
| Belgio                      | Jean Vallée            | Viens l'oublier             | Francese                   | Eurosong 1970, 3 febbraio 1970                                                     |
| Francia                     | Guy Bonnet             | Marie-Blanche               | Francese                   | Finale nazionale, 21 febbraio 1970                                                 |
| Germania                    | Katja Ebstein          | Wunder gibt es immer wieder | Tedesco                    | Ein Lied für Amsterdam, 16 febbraio 1970                                           |
| Irlanda                     | Dana                   | All Kinds of Everything     | Inglese                    | National Song Contest 1970, 1º marzo 1970                                          |
| Italia                      | Gianni Morandi         | Occhi di ragazza            | Italiano                   | Canzonissima 1969 per l'artista, 6 gennaio 1970; scelta interna per il brano       |
| Jugoslavia                  | Eva Sršen              | Pridi, dala ti bom cvet     | Sloveno                    | Jugovizija 1970                                                                    |
| Lussemburgo                 | David Alexandre Winter | Je suis tombé du ciel       | Francese                   | Interno                                                                            |
| Paesi Bassi (organizzatore) | Hearts of Soul         | Waterman                    | Olandese                   | Nationaal Songfestival 1970, 11 febbraio 1970                                      |
| Principato di Monaco        | Dominique Dussault     | Marlène                     | Francese, Inglese, Tedesco | Interno                                                                            |
| Regno Unito                 | Mary Hopkin            | Knock, Knock Who's There?   | Inglese                    | Selezione interna per l'artista; A Song For Europe 1970 per il brano, 7 marzo 1970 |
| Spagna                      | Julio Iglesias         | Gwendolyne                  | Spagnolo                   | Finale nazionale, 14 febbraio 1970                                                 |
| Svizzera                    | Henri Dès              | Retour                      | Francese                   | Concours Eurovision 1970                                                           |

## Struttura di voto
Dieci membri della giuria di ogni nazione distribuisce dieci punti tra le loro canzoni preferite.

## Orchestra
Diretta dai maestri: Augusto Algueró (Spagna), Johnny Arthey (Regno Unito), Christian Bruhn (Germania), Mario Capuano (Italia), Bernard Gérard (Svizzera), Raymond Lefèvre (Lussemburgo), Franck Pourcel (Francia), Jack Say (Belgio), Mojmir Sepe (Jugoslavia), Dolf van der Linden (Paesi Bassi e Irlanda) e Jimmy Walter (Monaco).

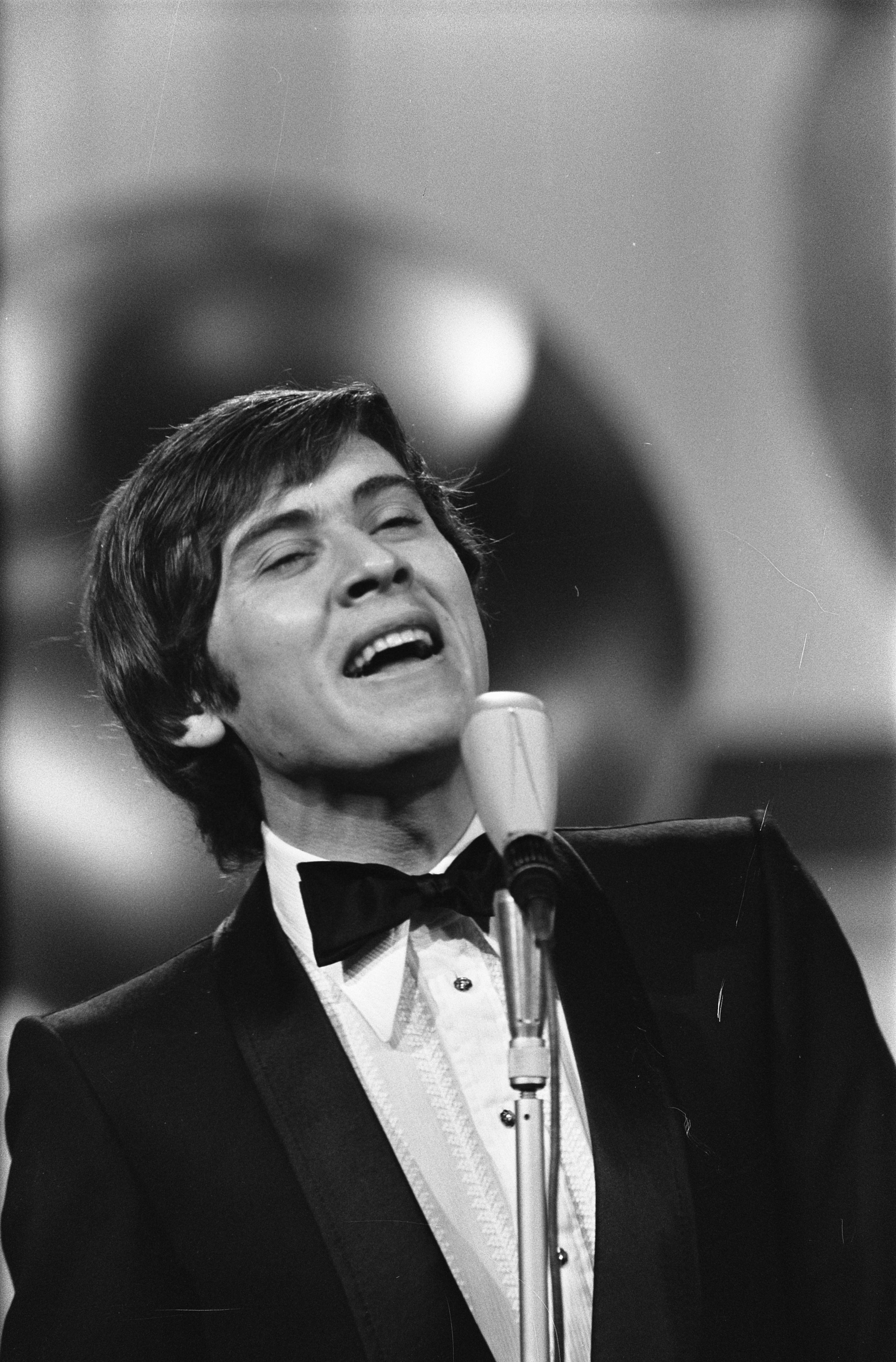
Gianni Morandi, rappresentante per l'Italia con Occhi di ragazza, si classificò ottavo

## Classifica

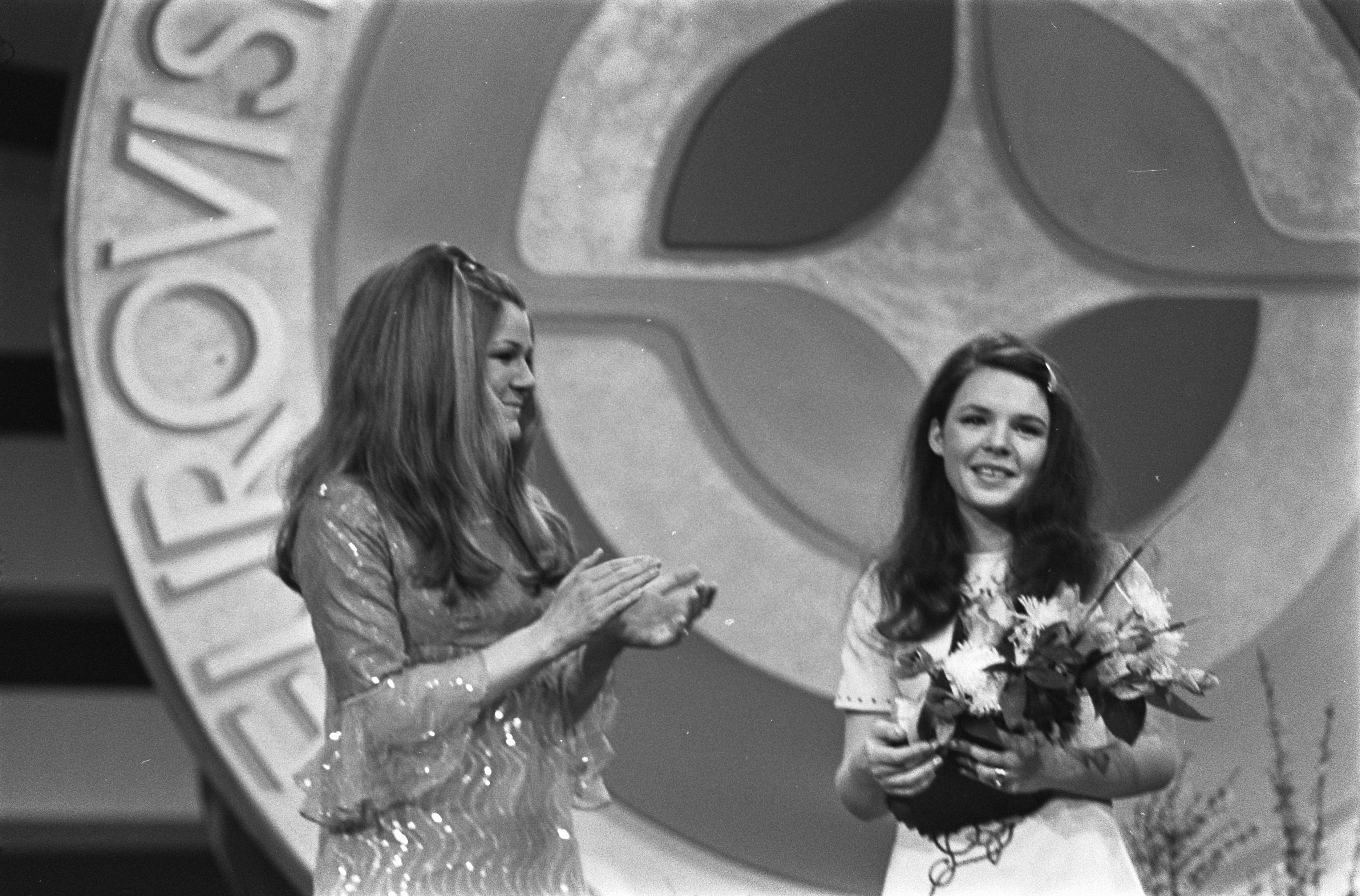
La vincitrice per l'Irlanda, Dana premiata da Lenny Kuhr, rappresentante dei Paesi Bassi nell'edizione precedente

| N° | Stato                | Cantante               | Canzone                     | Punti | Posizione |
| -- | -------------------- | ---------------------- | --------------------------- | ----- | --------- |
| 01 | Paesi Bassi          | Hearts of Soul         | Waterman                    | 7     | 7         |
| 02 | Svizzera             | Henri Dès              | Retour                      | 8     | 4         |
| 03 | Italia               | Gianni Morandi         | Occhi di ragazza            | 5     | 8         |
| 04 | Jugoslavia           | Eva Sršen              | Pridi, Dala Ti Bom Cvet     | 4     | 11        |
| 05 | Belgio               | Jean Vallée            | Viens L'oublier             | 5     | 8         |
| 06 | Francia              | Guy Bonnet             | Marie-Blanche               | 8     | 4         |
| 07 | Regno Unito          | Mary Hopkin            | Knock Knock, (Who's There?) | 26    | 2         |
| 08 | Lussemburgo          | David Alexandre Winter | Je Suis Tombé Du Ciel       | 0     | 12        |
| 09 | Spagna               | Julio Iglesias         | Gwendolyne                  | 8     | 4         |
| 10 | Principato di Monaco | Dominique Dussault     | Marlène                     | 5     | 8         |
| 11 | Germania Ovest       | Katja Ebstein          | Wunder Gibt Es Immer Wieder | 12    | 3         |
| 12 | Irlanda              | Dana                   | All Kinds of Everything     | 32    | 1         |

4 punti
| N. | A           | Da                                         |
| -- | ----------- | ------------------------------------------ |
| 4  | Irlanda     | Belgio, Paesi Bassi, Regno Unito, Svizzera |
| 3  | Regno Unito | Jugoslavia, Germania, Monaco               |
| 1  | Germania    | Spagna                                     |
| 1  | Jugoslavia  | Regno Unito                                |